# 张镠
张镠（？—？），正白旗汉军人，是一名清朝政治人物。举人出身。
张镠曾于乾隆三年接替王德纯任福州府知府一职，乾隆五年由姜顺龙接任。